# Heteroconis vietnamensis
Heteroconis vietnamensis is een insect uit de familie van de dwerggaasvliegen (Coniopterygidae), die tot de orde netvleugeligen (Neuroptera) behoort. 
De wetenschappelijke naam Heteroconis vietnamensis is voor het eerst geldig gepubliceerd door Martin Meinander in 1990.